# Honce
Honce – wieś (obec) na Słowacji położona w kraju koszyckim, w powiecie Rożniawa. Pierwsze wzmianki o miejscowości pochodzą z roku 1318. Miejscowość znajduje się w dolinie potoku o nazwie Hončiansky potok, na granicy dwóch regionów geograficznych: Pogórze Rewuckie (Revucká vrchovina) i Kras Słowacki (Slovenský kras).
Według danych z dnia 31 grudnia 2012, wieś zamieszkiwało 377 osób, w tym 188 kobiet i 189 mężczyzn.
W 2001 roku rozkład populacji względem narodowości i przynależności etnicznej wyglądał następująco:
- Słowacy – 96,3%
- Czesi – 0,74%
- Ukraińcy – 0,25%
- Węgrzy – 0,25%

Ze względu na wyznawaną religię struktura mieszkańców kształtowała się w 2001 roku następująco:
- Katolicy rzymscy – 9,38%
- Grekokatolicy – 1,73%
- Ewangelicy – 47,9%
- Prawosławni – 0,25%
- Ateiści – 36,54%
- Nie podano – 2,72%